# Zalaigrice
Zalaigrice község Zala vármegyében, a Zalaegerszegi járásban.

## Fekvése
A Zalai-dombságban, ezen belül a Zalaapáti-hát területén fekszik.
A közvetlenül határos települések: észak felől Nemesrádó, kelet felől Szentpéterúr, dél felől Pacsa, délnyugat felől Zalaszentmihály, északnyugat felől pedig Nemessándorháza.
A legközelebbi város Pacsa, 3 kilométerre délre; a megyeszékhelytől, Zalaegerszegtől 30 kilométerre helyezkedik el.

### Megközelítése
Csak közúton érhető el, a 75-ös főútból Pacsa nyugati szélén kiágazó 73 215-ös számú mellékúton, Szentpéterúrral pedig egy önkormányzati út köti össze.
Vasútvonal nem érinti, a legközelebbi vasúti csatlakozási lehetőséget a Zalaegerszeg–Rédics-vasútvonal Zalaszentmihály-Pacsa vasútállomás kínálja, légvonalban 5, közúton körülbelül 8 kilométerre délnyugatra.

## Története
Hivatalosan először 1251-ben említik a települést, a pacsai nemesek birtokaiként, a többi az igricieké. Akkoriban királyi mulattatók lakták a települést. A kettő szétválasztása történt meg az 1252-es határjáráson, amelyen királyi megbízott is részt vett, ezért is maradt fent feljegyzés. A régi falu határos volt Pacsával, Lengyellel és Rokolyánnal is; utóbbi két település ma már nem létezik, de Szentpéterúr határában egy-egy dűlőnév őrzi az emléküket. A mai zalaigricei temetőben állt az Árpád-kori templom és valószínűsíthetően annak környékén terült el a középkori Zalaigrice is, amit bizonyít több, a temető környékén fellelt cserépdarab.
A falu határának birtoklásáért sokáig viták folytak, különböző földesurak szerették volna magukénak tudni. A település környéke a török hódoltság idején elnéptelenedett, s 1574-ben hódoltság alá került. Az 1600-as évek végén kápolnáját felégették. 1750-ben Zalaigrice közigazgatásilag Szentpéterúrhoz tartozott. Ekkoriban a település lakosságát 80 hold szántó, 20 hold tölgyerdő és néhány hold rét tartotta el, a falu többi birtokát járhatatlan mocsár borította.
1785-ben 27 házban 196 lakosa volt a falunak. 1910-re a lakosság lélekszáma megduplázódott és az 1960-as években már az ötszázat is elérte, azonban mára annyira lecsökkent, hogy a 100 főt sem éri el.

## Közélete

### Polgármesterei
- 1990–1994: Bóbics László (független)[4]
- 1994–1998: Bóbics László (független)[5]
- 1998–2002: Ifj. Bóbics József (független)[6]
- 2002–2006: Ifj. Bóbics József (ZAMESZ)[7]
- 2006–2010: Bóbics József (független)[8]
- 2010–2014: Bóbics József (független)[9]
- 2014–2019: Horváth Gyöngyi (független)[10]
- 2019–2024: Horváth Gyöngyi (független)[11]
- 2024– : Horváth Gyöngyi (független)[1]

## Népesség
A település népességének változása:
| Lakosok száma | 119  | 118  | 111  | 94   | 88   | 92   | 94   |
|               | 2013 | 2014 | 2015 | 2021 | 2022 | 2023 | 2024 |

A 2011-es népszámlálás idején a nemzetiségi megoszlás a következő volt: magyar 98,2%. A lakosok 83%-a római katolikusnak, 5,3% felekezeten kívülinek vallotta magát (8% nem nyilatkozott).
2022-ben a lakosság 95,5%-a vallotta magát magyarnak, 2,3% németnek (3,4% nem nyilatkozott; a kettős identitások miatt a végösszeg nagyobb lehet 100%-nál). Vallásuk szerint 60,2% volt római katolikus, 5,7% felekezeten kívüli (34,1% nem válaszolt).

## Nevezetességei
- Szent Anna katolikus templom

## Híres szülöttei
- Tunkel Nándor paralimpiai bronzérmes erőemelő